# レイキャネース半島

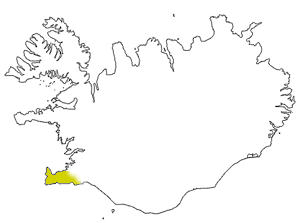
位置

レイキャネース半島（レイキャネースはんとう、アイスランド語: Reykjanesskagi 発音: [ˈreiːkjaˌnɛːsˌskaiːjɪ]）はアイスランド西岸にはりだした半島地域、ならびにその半島にある火山系。北はファクサ湾、南は大西洋に面する。半島内にある同名の火山の火山活動によって形成された半島である。2015年にユネスコ世界ジオパークに指定される。
古くから漁村が興り、NATOの基地が建設されたことで急速に発展した。基地に隣接した場所にアイスランド唯一の国際空港、ケフラヴィーク国際空港がある。
主な町は基地・空港があるケプラヴィーク。郊外には乳青色の露天風呂で有名なブルーラグーンがある。

## 噴火
2023年10月以降、火山活動が活発化。2024年3月には、ブルーラグーンおよび近隣のグリンダヴィークに退避命令が出た。

## 姉妹都市
- オーランド市（アメリカ合衆国・フロリダ州）[4]